# Xanthapanteles cameronae
Xanthapanteles cameronae – gatunek błonkówki z rodziny męczelkowatych, jedyny przedstawiciel rodzaju Xanthapanteles. 

## Zasięg występowania
Gatunek notowany w Argentynie.

## Biologia i ekologia
Żywiciele tego gatunku nie są znani.